# Шарфовые акулы
Шарфовые акулы (лат. Cirrhoscyllium) — род акул семейства воротниковых акул размером от 33,5 до 110 см. Название рода происходит от слов лат. cirrus — «бахрома»,  «локон», «усик», «завиток» и греч. Σκύλλα — «акула».

## Описание
У шарфовых акул тонкое удлинённое тело, рыло сравнительно длинное, узкое и заострённое. Голова широкая и приплюснутая. На горле присутствует пара усиков — это уникальная черта, которой нет у других акул. Овальные глаза вытянуты по горизонтали. Грудные плавники довольно тонкие и крупные. Длина их переднего края почти равна длине головы и расстоянию между основаниями грудных и брюшных плавников. Окраска пёстрая, на теле имеются седловидные отметины, однако мелкие пятнышки и цветовая маркировка вокруг жабр отсутствует. 
Эти акулы не являются объектом коммерческого промысла.

## Систематика
- Cirrhoscyllium expolitum Smith & Radcliffe, 1913 — Филиппинская шарфовая акула
- Cirrhoscyllium formosanum Teng, 1959 — Тайваньская шарфовая акула
- Cirrhoscyllium japonicum Kamohara, 1943 — Японская шарфовая акула